# Pisó
Pisó (en llatí Piso) era el cognomen de la branca més distingida de la gens Calpúrnia, una família romana d'origen plebeu.

Hispània Citerior

El nom està connectat amb l'agricultura, derivant del verb pisere o pinsere, un verb que es refereix a l'acció de moldre el gra.
Alguns dels Pisons porten únicament aquest cognom i altres porten un malnom (Cesoní o Frugi). Es van donar a conèixer durant la Segona Guerra Púnica i des d'aquesta època es van convertir en una de les famílies més distingides de Roma. Durant el segle i era la segona família de l'Imperi després de la família imperial Júlia-Clàudia.
Van tenir nombrosos membres destacats que ocuparen diverses magistratures republicanes. La família es va dividir en dues branques: la dels Cesoní i la dels Frugi, a la qual pertanyeren Luci Calpurni Pisó Frugi (cònsol), que com a tribú va ser l'instigador de la llei De Repetundis. Gneu Calpurni Pisó, qüestor a la Citerior el 65 aC i participant en la conspiració de Catilina. Marc Pupi (o Papi) Pisó, governador d'Hispània, i Gneu Calpurni Pisó, governador a Hispània el 7 aC.
Els personatges d'aquesta família amb rellevància són:
- Calpurni Pisó (pretor 211 aC), pretor el 211 aC
- Gai Calpurni Pisó (cònsol 180 aC), pretor el 186 aC i cònsol el 180 aC
- Luci Calpurni Pisó (polític), polític romà
- Luci Calpurni Pisó Cesoní (cònsol 148 aC), cònsol el 148 aC
- Luci Calpurni Pisó Cesoní (cònsol 112 aC), cònsol el 112 aC
- Luci Calpurni Pisó Cesoní (magistrat), magistrat romà
- Luci Calpurni Pisó Cesoní (cònsol 58 aC), sogre de Juli Cèsar, consol el 58 aC
- Luci Calpurni Pisó Cesoní (cònsol 15 aC), cònsol el 15 aC
- Luci Calpurni Pisó Frugi (cònsol), cònsol el 133 aC
- Luci Calpurni Pisó Frugi (pretor 112 aC), pretor el 112 aC
- Luci Calpurni Pisó Frugi (pretor 74 aC), pretor l'any 74 aC
- Gai Calpurni Pisó Frugi, qüestor el 58 aC
- Gneu Calpurni Pisó (cònsol), cònsol el 139 aC
- Quint Calpurni Pisó (cònsol), cònsol el 135 aC
- Calpurni Pisó (pretor 135 aC), pretor el 135 aC
- Quint Calpurni Pisó (cònsol) cònsol l'any 135 aC
- Gai Calpurni Pisó (cònsol 67 aC), cònsol el 67 aC
- Marc Pupi Pisó, cònsol el 61 aC junt
- Marc Pisó, pretor el 44 aC
- Gneu Calpurni Pisó (governador), governador a Hispània
- Gneu Calpurni Pisó (llegat), llegat i proqüestor el 67 aC
- Gneu Calpurni Pisó (cònsol 23 aC), cònsol el 23 aC
- Gneu Calpurni Pisó (cònsol 7 aC), cònsol el 7 aC
- Luci Calpurni Pisó (cònsol any 27), cònsol l'any 27
- Marc Calpurni Pisó, còmplice de la mort de Germànic Cèsar
- Luci Calpurni Pisó (cònsol any 57), cònsol any 57
- Luci Calpurni Pisó (cònsol any 1), cònsol l'any 1
- Luci Calpurni Pisó (noble), noble romà
- Luci Calpurni Pisó (propretor), propretor a la Hispània Citerior
- Gai Calpurni Pisó (conspirador) cap de la conspiració contra Neró de l'any 65.
- Luci Calpurni Pisó Licinià, hereu de l'imperi designat per Galba
- Pisó (cònsol), cònsol el 175
- Pisó Tessàlic, emperador romà, un dels anomenats trenta tirans, el 260